# Croix-Rouge (Métro Paris)
Croix-Rouge ist eine geschlossene Station der Pariser Métro an der Grenze des Quartier Notre-Dame-des-Champs mit dem Quartier Saint-Germain-des-Prés im 6. Arrondissement von Paris. Sie liegt längs unter dem Straßenzug Rue de Sèvres – Rue du Four in Höhe der Place Michel Debré. An der Linie 10 zwischen den Stationen Sèvres – Babylone und Mabillon gelegen, war sie bei ihrer Eröffnung am 30. Dezember 1923 der erste östliche Endpunkt der Linie, bis diese am 10. März 1925 bis Mabillon verlängert wurde.
Mit dem Eintritt Frankreichs in den Zweiten Weltkrieg und der damit einhergehenden Mobilmachung der Arbeiter der Compagnie du chemin de fer métropolitain de Paris (CMP) wurde der U-Bahnhof Croix-Rouge am 2. September 1939 aufgrund seiner geringen Distanz zu den umliegenden Stationen geschlossen. Wie auch bei den am selben Tag stillgelegten U-Bahnhöfen Arsenal (Linie 5), Champ de Mars (Linie 8) und Saint-Martin (Linien 8 und 9) sah man später von einer Wiedereröffnung zugunsten der verkürzten Fahrzeit ab.
Der Name „Croix-Rouge“ (deutsch: Rotes Kreuz) stammt von der ursprünglichen Benennung der über dem Bahnhof liegenden Kreuzung Carrefour de la Croix-Rouge der Straßen Rue de Sèvres, Rue du Dragon, Rue du Vieux Colombier, Rue du Four und Rue du Cherche-Midi. Dort hatte der Bischof von Meaux, Guillaume Briçonnet, im 16. Jahrhundert eine Statue der (vermeintlich) ägyptischen Göttin Isis durch ein rotes Kreuz ersetzen lassen. 2005 wurde der Platz zu Ehren Michel Debrés umbenannt.

## Bahnhof

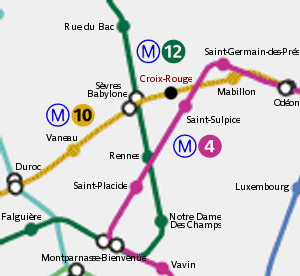
Lage von Croix-Rouge im Métronetz

Die Station verfügte über zwei Eingänge an der Rue de Sèvres, einer nördlich der Straße an der Kreuzung mit der Rue des Saints-Pères gelegen, wohingegen sich der andere direkt am Carrefour de la Croix-Rouge zwischen der Rue de Sèvres und der Rue du Cherche-Midi befand.
Während der nördliche Zugang heute weiterhin als Fluchtweg oder Wartungseinstieg genutzt werden kann, wurde der südliche Eingang zu einer Lüftungsanlage für den U-Bahn-Tunnel umfunktioniert. Oberflächlich ist die Lage der ehemaligen Treppenabgänge nur noch durch große Gitterflächen im Gehsteig erkennbar. Die Geländer, Aufbauten und Hinweistafeln wurden entfernt.
Die Zwischenebene des Geisterbahnhofs besteht aus einem etwa L-förmig abgewinkelten Verbindungsgang zwischen den beiden Zugangstreppen. Der längere Teil dieses Gangs liegt etwa rechtwinklig über den Gleisen, die dem Verlauf der Rue de Sèvres folgen. Der abgewinkelte Südteil der Zwischenebene ist etwa parallel zu Gleisen und Bahnsteigen angeordnet.
Die Treppen zu den beiden eine Ebene tiefer liegenden Seitenbahnsteigen zweigen am Nordende der Verteilerebene in Richtung Osten ab. Demgegenüber führt die nördliche Zugangstreppe an die Oberfläche. Am südöstlichen Ende der Zwischenebene befindet sich der Aufgang zur Place Michel Debré.

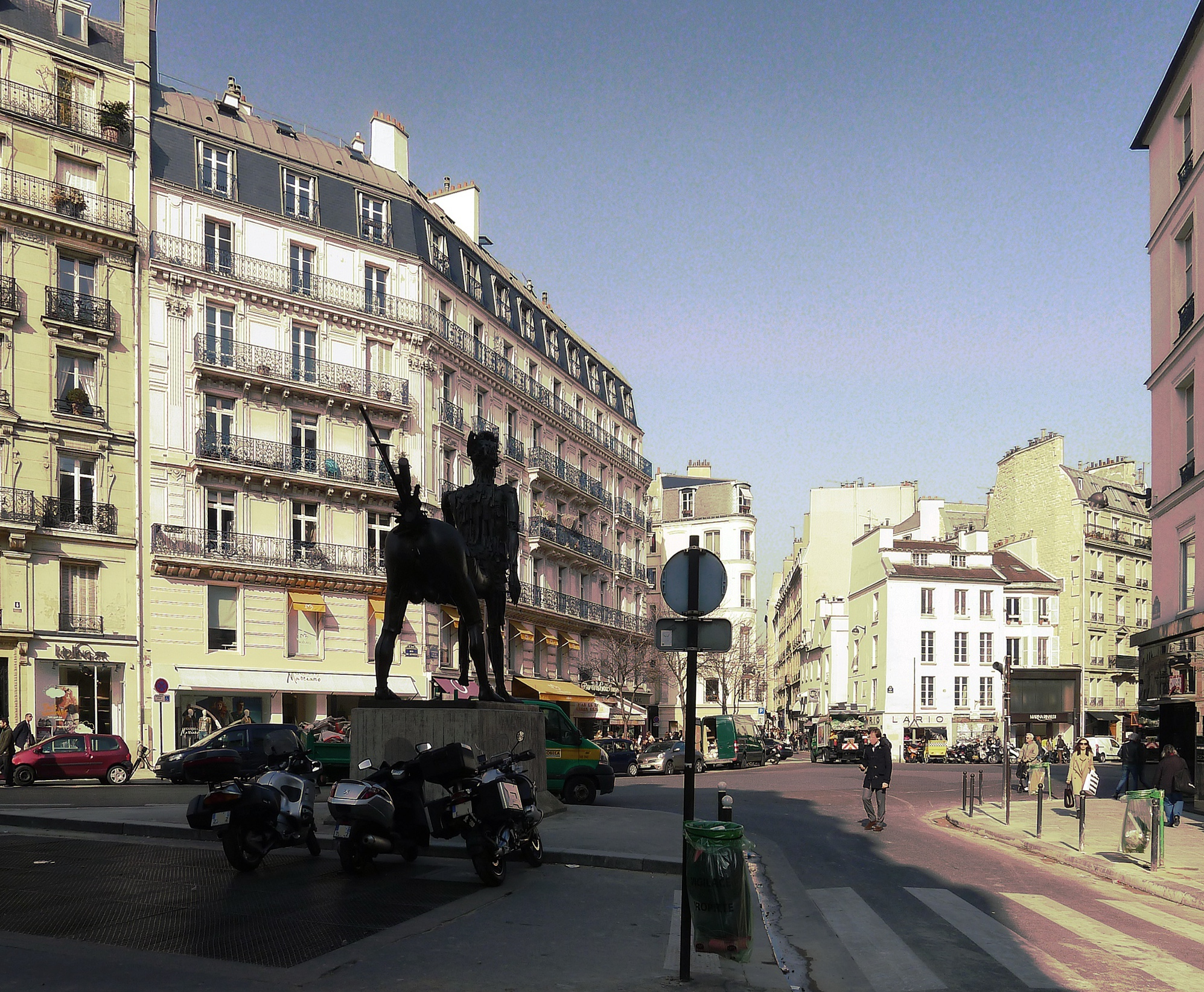
Place Michel Debré mit dem ehemaligen Südzugang (Gitterfläche im Vordergrund)
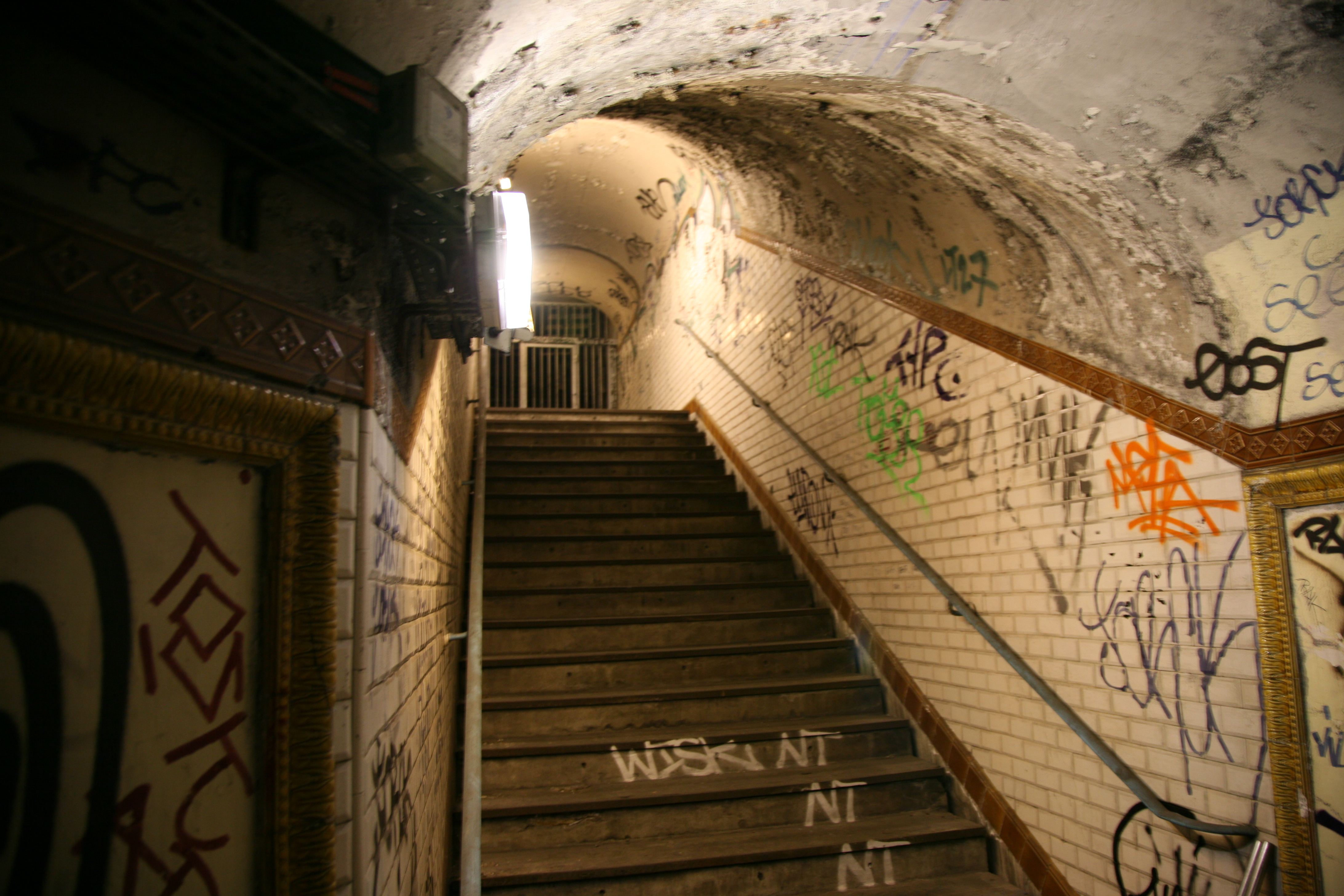
Nördlicher Treppenaufgang von der Zwischenebene aus gesehen
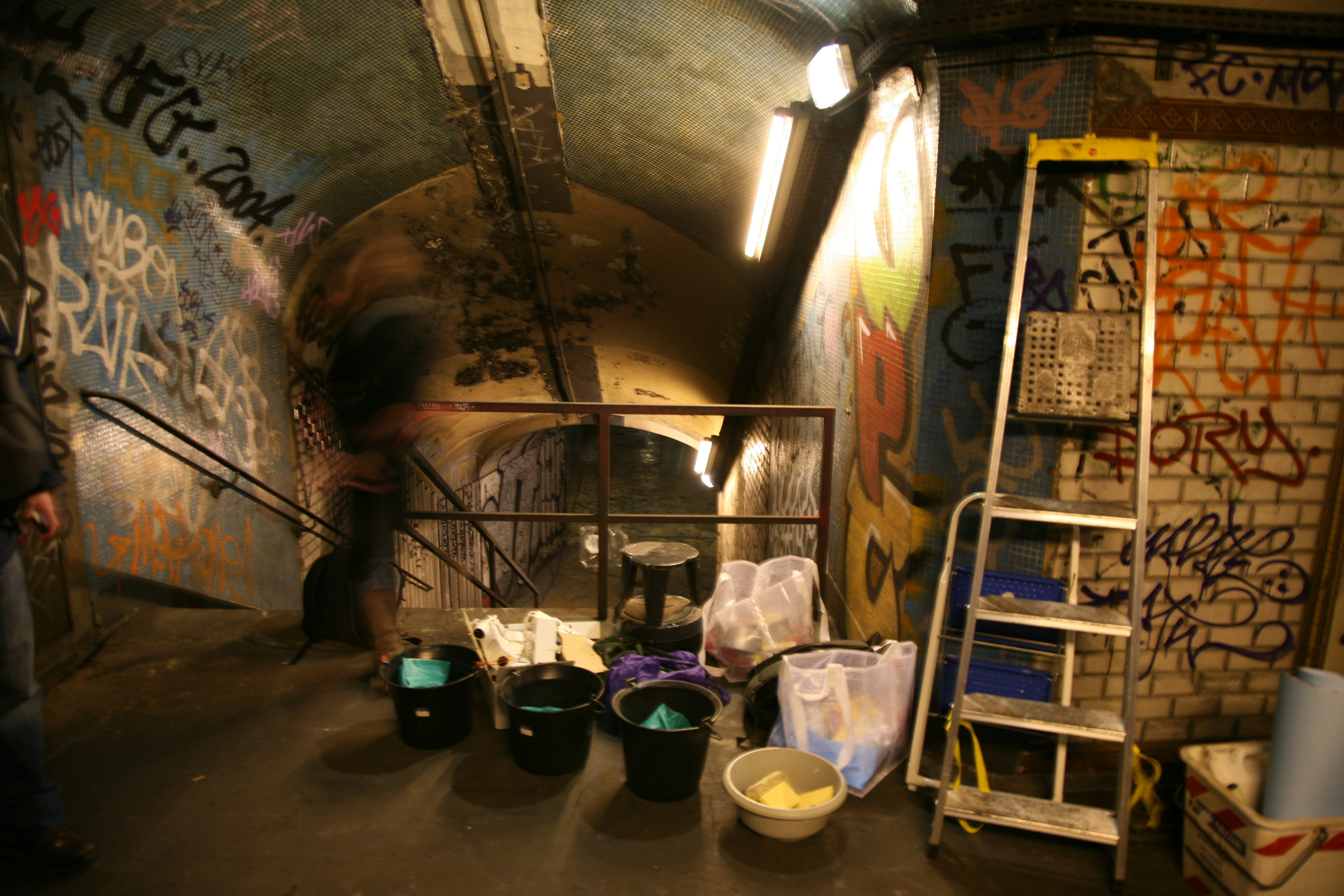
Treppe zum Nordbahnsteig während der Arbeiten an der Installation Eros au secret
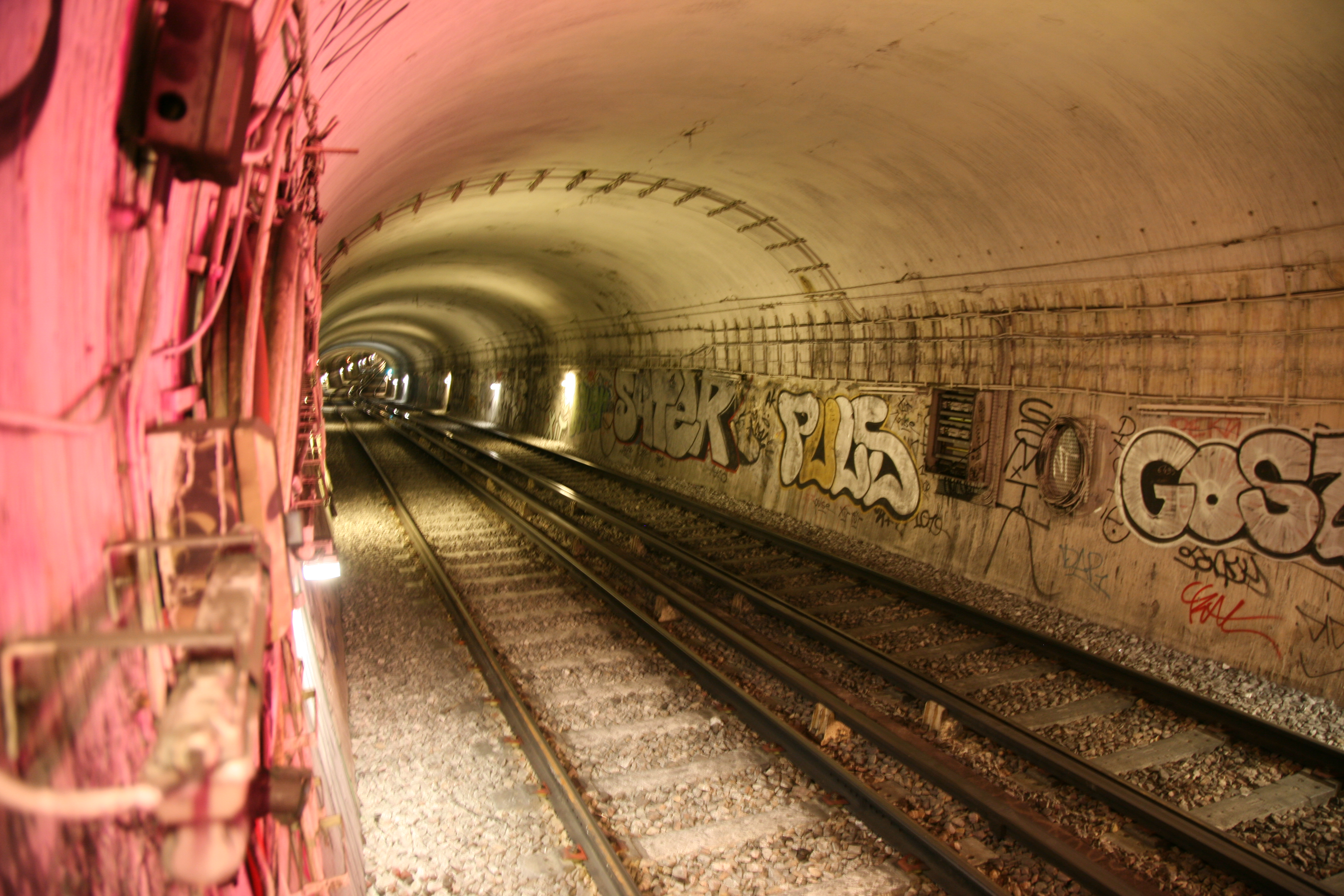
Östlich angrenzender Streckentunnel in Richtung Mabillon

## Nachnutzung

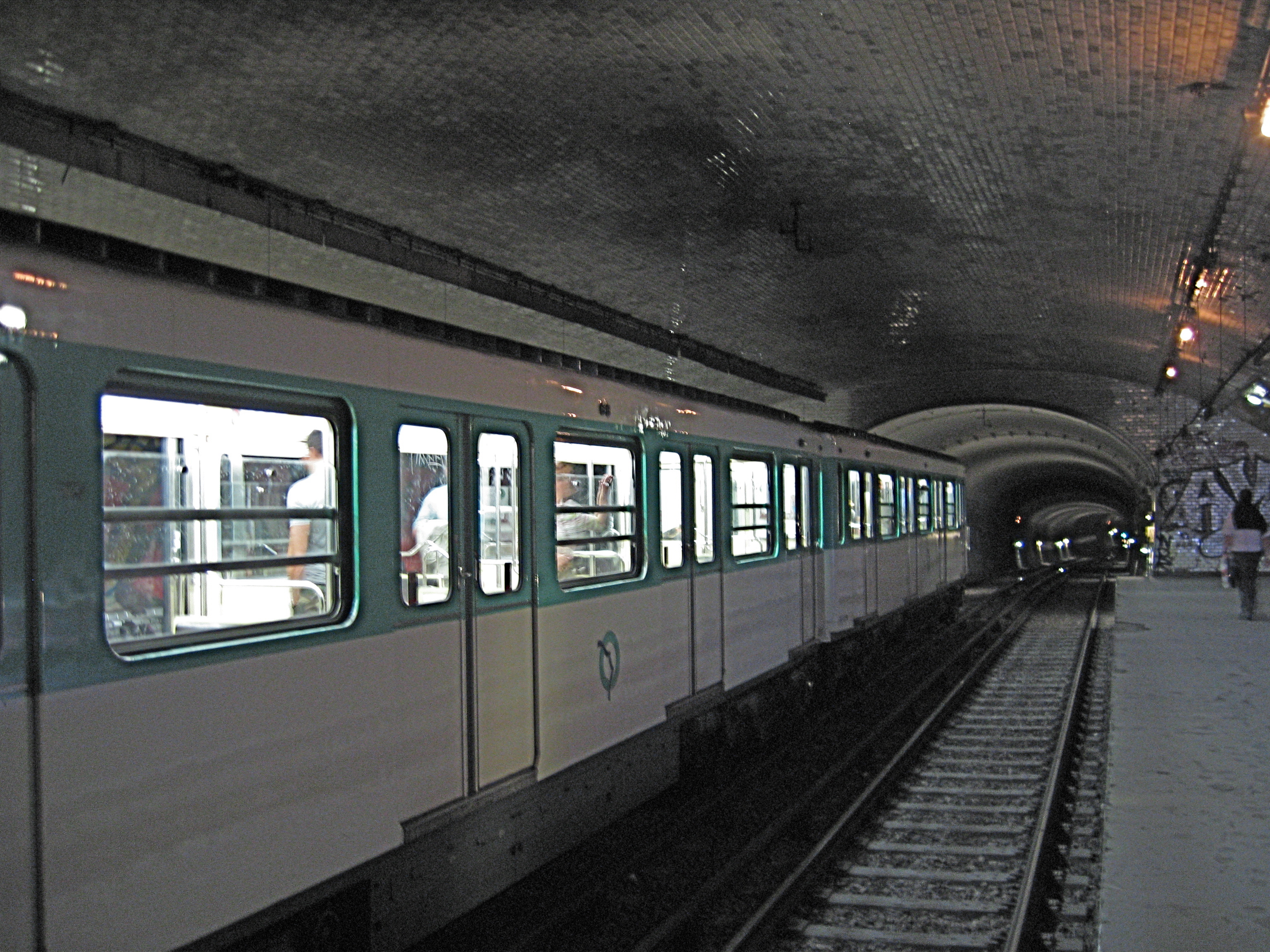
Während einer Besichtigungsfahrt im Jahr 2006 hält ein Zug in der Station Croix-Rouge

Strukturell ist die Station Croix-Rouge heute noch weitgehend intakt, nur im Bereich des südlichen Eingangs wurde ein Ventilator zur Belüftung des U-Bahn-Tunnels eingebaut. Wie auch die angrenzenden Streckentunnel ist der Bahnhofsbereich heute weiträumig mit Graffiti bedeckt. Um Fahrgäste und Personal nicht zu verunsichern, ist die Bahnsteighalle üblicherweise nur spärlich beleuchtet.
Nach seiner Aufgabe erlebte der Bahnhof zu mehreren Gelegenheiten eine kurze Renaissance:
In den 1980er Jahren wurde der Nordbahnsteig im Zuge eines Wettbewerbs der RATP von Guy-Antoine Bonhomme künstlerisch zu einem Strand umgestaltet. Die ehemaligen Plakatflächen erhielten dafür eine Beklebung mit großflächigen Meeresbildern, während man auf dem Bahnsteig diverse Strandutensilien und Figuren aufstellte. Die Installation fiel jedoch schnell dem Vandalismus zum Opfer und wurde deshalb bald wieder entfernt.
Zwischen dem 17. Dezember 2007 und dem 15. Januar 2008 wies eine künstlerische Installation in der Station die Fahrgäste der vorbeifahrenden U-Bahnen auf die Ausstellung L’Enfer de la Bibliothèque – Eros au secret der französischen Nationalbibliothek hin. Dafür wurden die ehemaligen Plakatflächen des Südbahnsteigs mit erotischen Bildern der Remota-Sammlung beklebt, die von rotem Licht angestrahlt wurden. Zu den Gleisen hin war der erleuchtete Bahnsteig mit schwarzen Stoffbahnen abgeschirmt, die nur durch die vom Fahrtwind des Zuges verursachte Bewegung und mehrere X-förmige Aussparungen einen Blick auf die Bilder zuließen. Das rote X als Logo der Ausstellung nahm damit auch Bezug auf den Bahnhofsnamen. Um dies zu verdeutlichen, wurden die blau-weißen Stationsschilder des weiterhin abgedunkelten nördlichen Bahnsteigs von Graffiti befreit und mit Licht einzeln hervorgehoben.

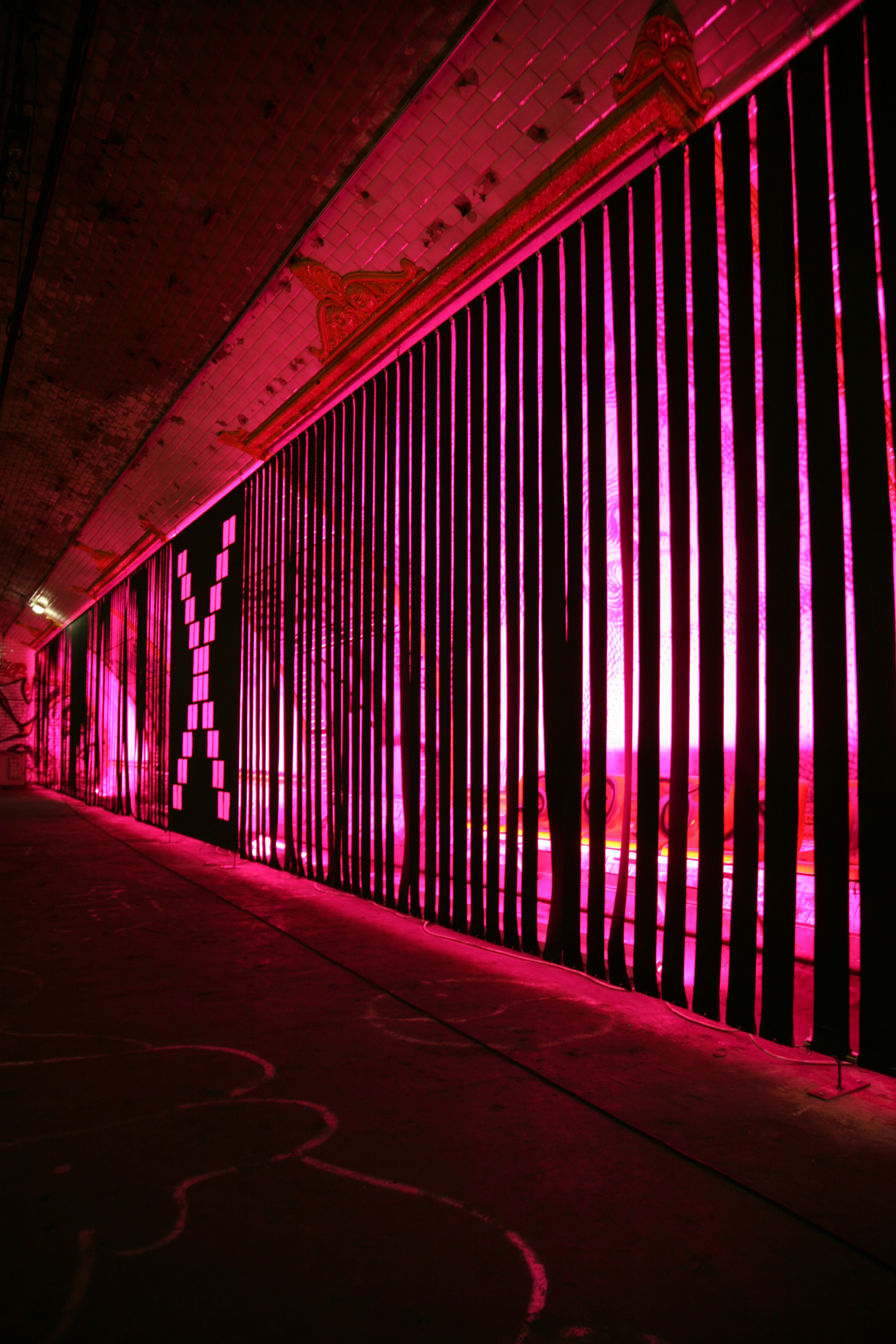
Die Installation Eros au secret weist auf die Remota-Sammlung der Nationalbibliothek hin
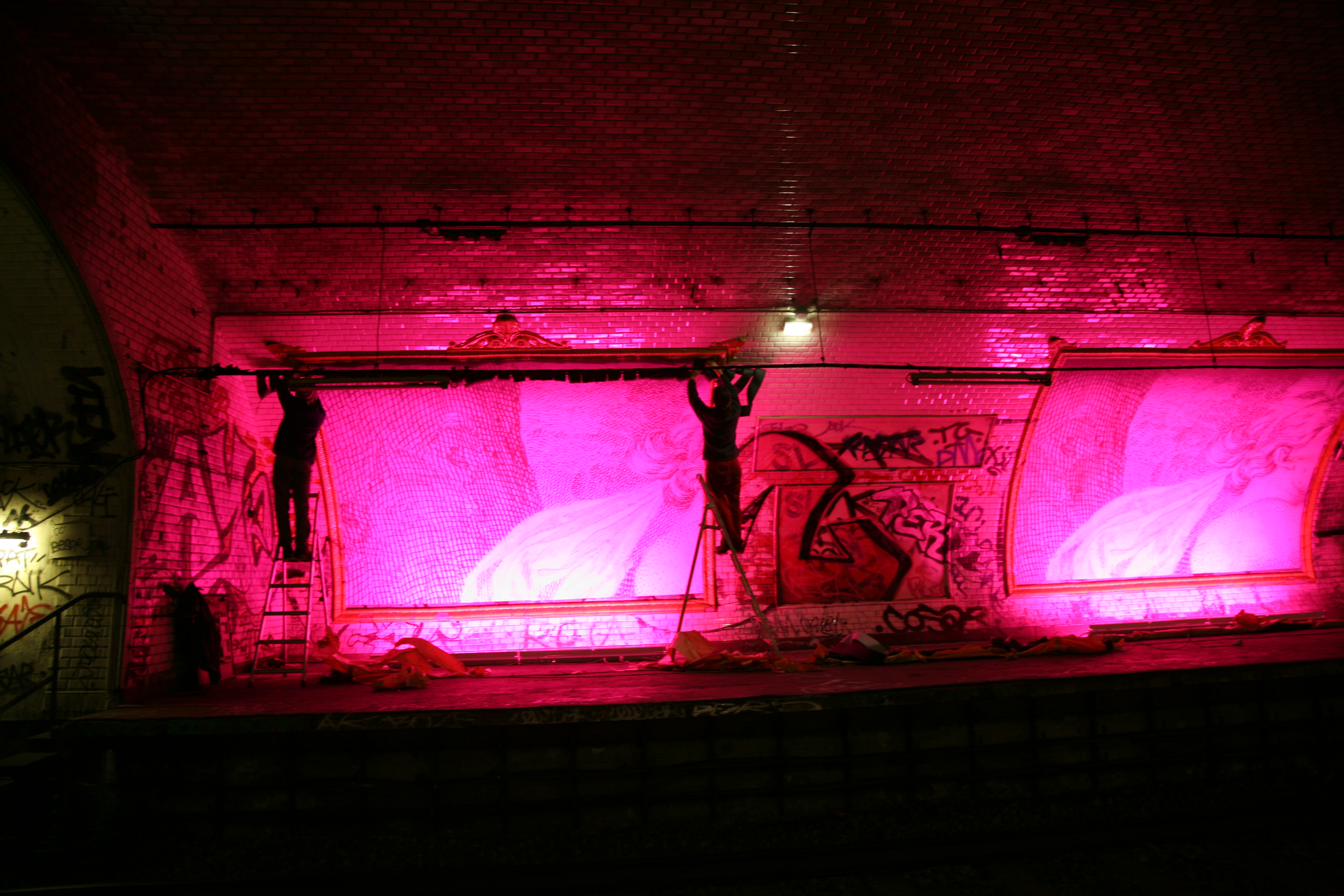
Erotisch angehauchte Bilder in den ehemaligen Plakatwerbeflächen …
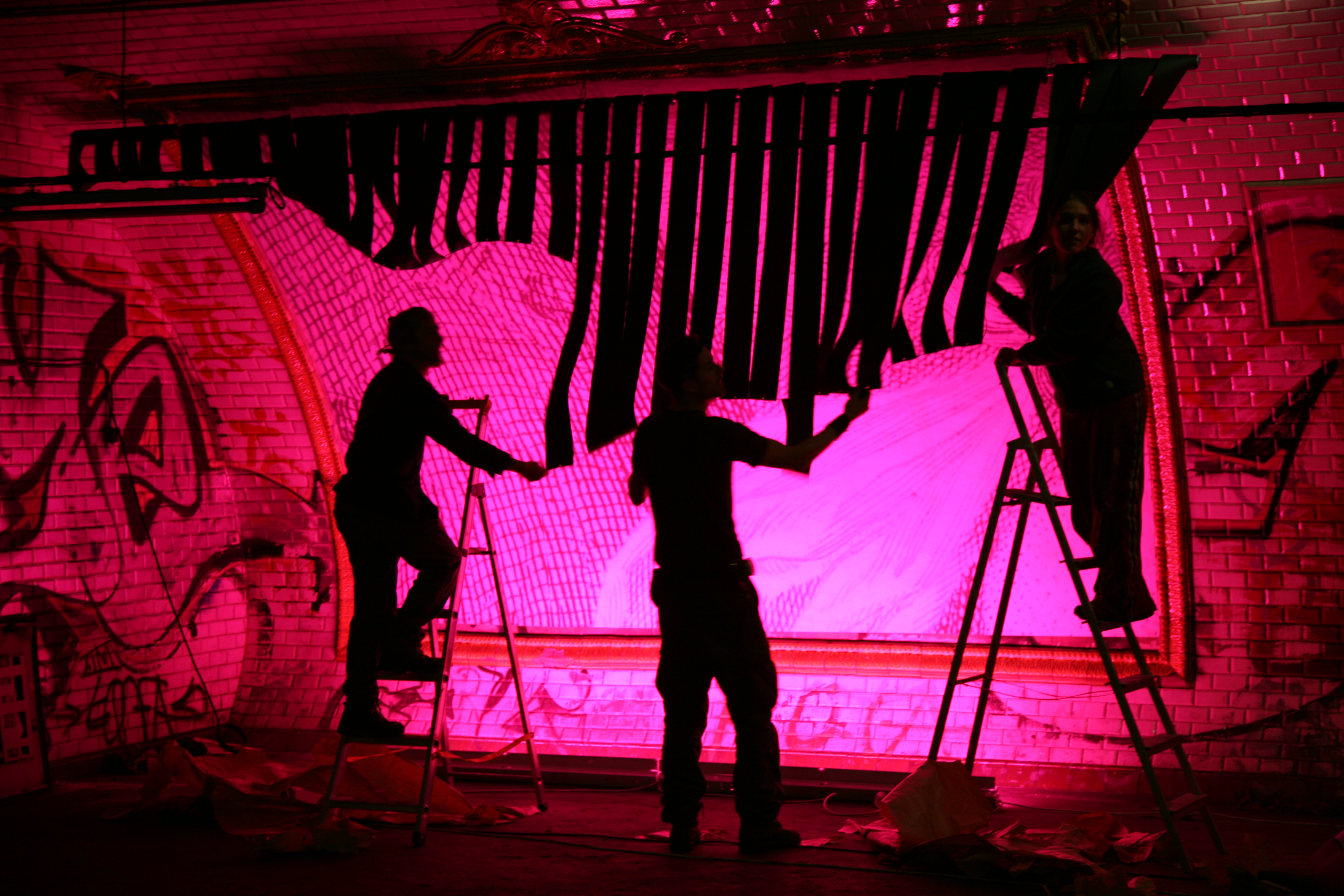
… werden mit schwarzen Bahnen vor den vorbeifahrenden Zügen abgeschirmt
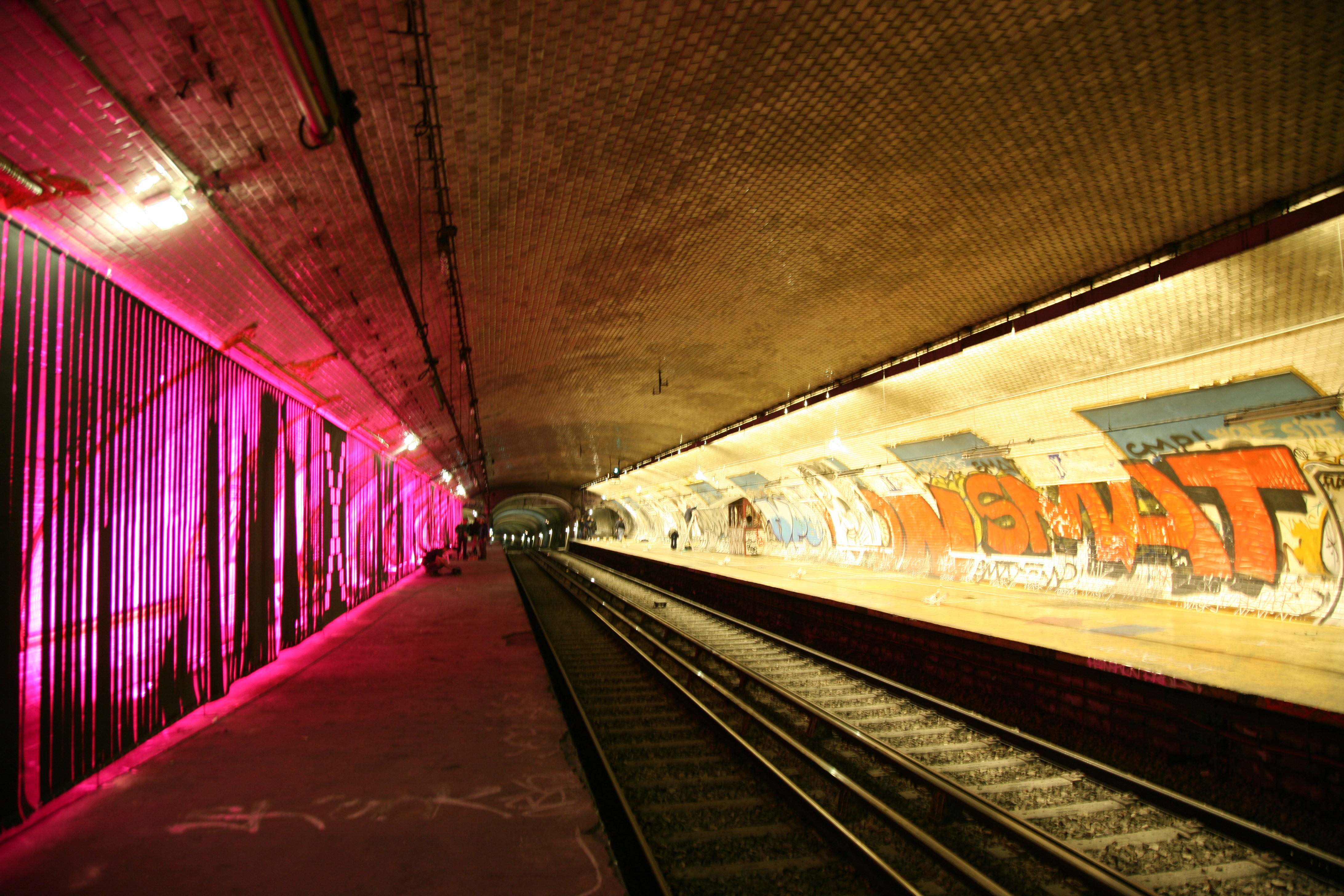
Während der Aufbauarbeiten war der nördliche Bahnsteig ebenfalls beleuchtet